# Amytornis merrotsyi
Amytornis merrotsyi là một loài chim trong họ Maluridae.